# Mezey Lajos (festő)
Mezey Lajos, (Nagyvárad, 1820. október 3. – Nagyvárad, 1880. július 29.) magyar festőművész, fotográfus. A biedermeier és a romantika jegyében alkotott. Szülővárosában portré- és oltárképfestőként működött. Az első hazai fotográfusok közé tartozott.

## Családja, tanulmányai
Édesapja, legidősebb Egyházas-Bágyoni Mezey Mihály, jómódú református polgár, debreceni cívis családból, hajdú ősöktől származott. Édesanyja, Török Klára, a Bihar megyei Poklostelken született. 15 testvére közül 10 gyermekkorban meghalt. Nővérei előkelő bihari családok (a Csokaji Fényes, a Posztupiczi Kosztka és az Ippi és Érkeserűi Fráter család) tagjaival kötöttek házasságot. Bátyja, Mezey Mihály ügyvéd volt, és egyben Nagyvárad tűzoltóparancsnoka. Fiatalon elhunyt öccse, Károly festőművésznek készült. Mezey Lajos elemi és középiskolai tanulmányait Nagyváradon végezte. 17 évesen készítette első ismert munkáit: egy akvarell miniatűr női portrét elefántcsontra, és egy olajfestésű önarcképet.

## Ifjúsága, vándorévei
1837 körül ismerkedett meg későbbi jegyesével, feleségével, Thuolt Mária Magdolnával, Nagyvárad főjegyzőjének, Nagyselmeczi Ludrovai Thuolt Józsefnek 14 éves leányával. A lány édesanyja, Draveczky Magdolna nagybirtokos Monostorpályiban.
Első zsengéit iskolai rajztanára, Heldwein István segítségével készítette. Az érettségi után a festőművészi pályát választotte, ami bizonytalan megélhetést, és vándoréletet jelentett. Szülei nem támogatták elhatározásában. 1839-ben mégis útra kelt, hogy elsajátítsa mesterségének alapjait, és, hogy a vándorfestés révén némi pénzt is keressen. Első útja alkalmából Pestre és Balatonfüredre jutott el.
1840-ben tért vissza Nagyváradra. Ekkor festette meg szüleit és testvéreit.
1841-ben a premontrei templom részére a Mater Dolorosa című oltárképet készíti el.
1843 tavaszán megérkezett Odesszából Nifont de Rarke osztrák panorámafestő Váradra. Mezey csatlakozott a vándorfestőhöz. Pest, Székesfehérvár, majd ismét Pest az út állomásai. Székesfehérvárott találkozott későbbi pályatársával, Mezei Józseffel, aki ekkor Petőfivel vándorszínészkedett. (Haláluk után a két festő-fotográfust, a nagyváradi Mezey Lajost és a kolozsvári Mezei Józsefet a szakirodalom sokszor összekeveri.)
1843. augusztus 20-án Nifont de Rarke Pesten, a Váci utcában, az úgynevezett Vastuskó melletti házban megnyitotta panoráma képekből álló kiállítását, melyen Mezey képei is szerepeltek. Minderről a Honderű, a Világ, és a Regélő is beszámolt. 1844 tavaszán Mezey megvált az idős mestertől, és ismét visszatért szülővárosába.
1844 júniusában a Nagyváradi Bíróság Mezeyt és Böhm Pál cégfestőt – Böhm Pál festőművész apját - szakértőnek rendelte ki. Feladatuk a pocsaji görögkatolikus templom Kis András festő által készített ikonosztázának a véleményezése.
1845 nyarán, - rövid pesti tartózkodás közbeiktatásával - Bécsbe ment. Anyagi okok miatt nem  tudott a Festőakadémia hallgatói közé beiratkozni. Vendégként hallgatta az előadásokat és a Belvederébe járt másolni, többek közt Peter Paul Rubens, Rembrandt, az ifjabbik David Teniers festményeit. 1846 őszén tovább vándorolt. Eljutott a müncheni Festőakadémiára, Párizsba, Velencébe és Rómába. 1847-ben végleg visszatért Nagyváradra.

## Hazatérése, családalapítása

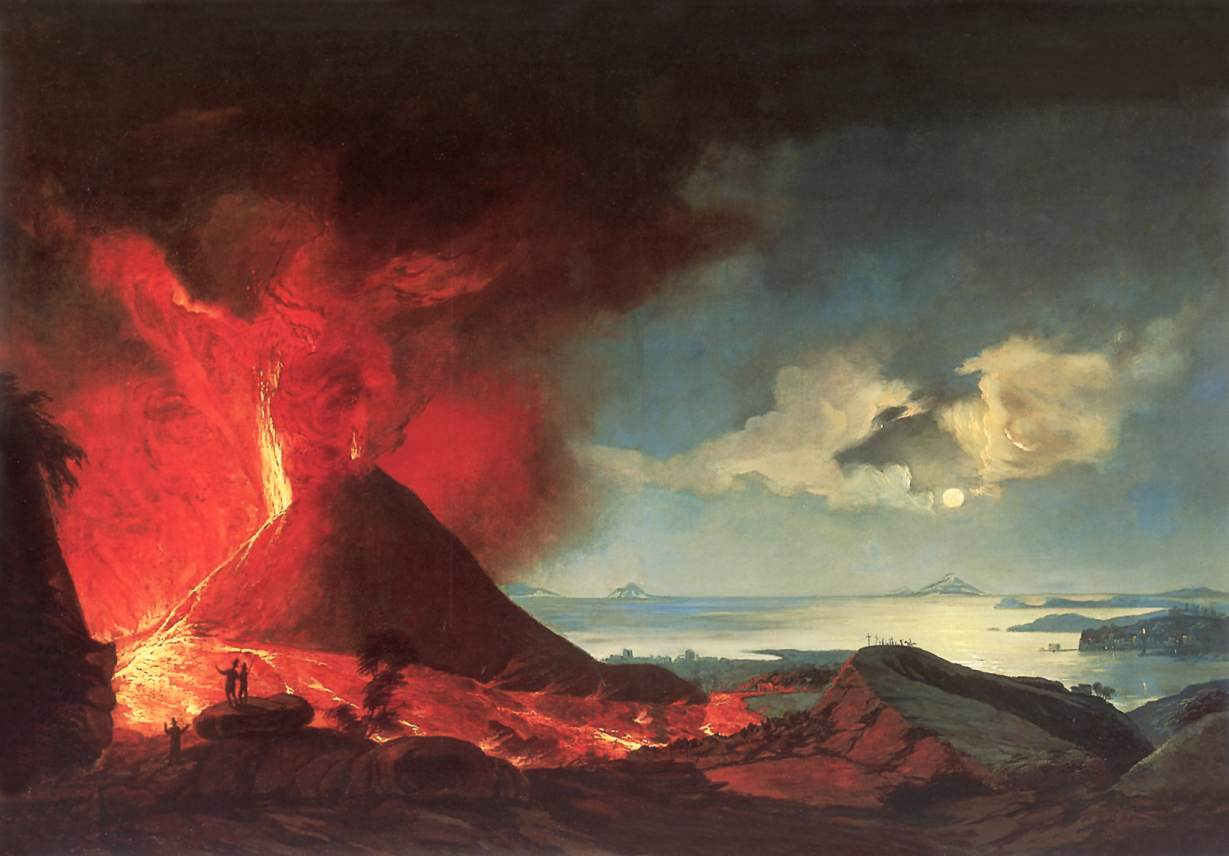
A Vezúv kitörése (c. 1860)
Olaj, vászon, 93 x 135 cm
Magántulajdonban

1848 áprilisában a Nemzetőrség Hangászati Egyletének felállításánál Beöthy Ödön javaslatára jelentős szerepet kapott. Bátyja, Mezey Mihály nemzetőr százados mint a forradalmi Nagyvárad jegyzője Kossuth Lajost otthonában fogadta. Sógorai, Thuolt István és Thuolt Ignátz is századosok a szabadságharcban. Világos után Törökországba emigráltak Bemmel együtt, és ott kényszerűségből felvették az iszlám vallást.
Bár menyasszonyának szülei ellenezték a házasságot, 1848. május 18-án feleségül vette Thuolt Mária Magdolnát. Mezey 1852-ben, a város központjában, a Közép (ma Pavel) utca 3. szám alatt vásárolt telken épített házat. Hat gyermekük született, de elsőszülött Lajos fiuk kétéves korában meghalt.
Mezey saját műtermében dolgozott, de arcképfestőként és restaurátorként bejárta a környéket. 1852 nyarán barátaival, Szlávy József későbbi miniszterelnökkel és Miskolczy Lajos későbbi Hajdú vármegyei főispánnal kirándulást tett a Király-hágón, Feketetó, Csucsa és Telegd érintésével.
Ferenc Józsefet és Erzsébet királynét 1857-es országos körútjukon Nagyváradra várták. A város őt kérte fel, hogy készítsen az uralkodó pár részére ajándékot. A kellékek beszerzéséért Bécsbe utazott.
Megérkeztekor tudta meg, hogy 22 éves öccse, Károly Velencében haldoklik. Odasietett, de már csak eltemettetni tudta. Hazahozta azt az olajfestésű önarcképet, amely a tragikus sorsú fiatalember velencei tanulmányútjának egyetlen fennmaradt emléke.
Mezey az uralkodópárnak a város címerét és Szent László arcképét rajzolta meg, és hímeztette ki egy imazsámoly terítőre. Az ünnepi eseményre ő tervezte meg a város díszkivilágítását és a diadalívek felállítását.
Az 1850-es évekből több portréját ismerjük, de fennmaradtak csendéletei, életképei, bibliai témájú vásznai és szentképei. Néhány tájképén Friedrich Gauermann motívumait és hatását lehet felfedezni.
Felesége 1858. október 27-én tüdővészben meghalt. 1860-ban feleségül vette felesége húgát, egy Bach-hivatalnok özvegyét, Thuolt Emíliát, aki lányával együtt költözött a Mezey-házba. Barátja, Haán Antal az 1860-as évek elején egy ideig Váradon tartózkodott, és megfestette Mezey portréját.
Az 1860-as évek elején a Nagyváradi Könyvtár olvasóterme részére elkészítette a Vezúv kitörése című nagyméretű képét, Wuttky festménye után, a bécsi Belvederében folytatott tanulmányai alapján.

## A tanítvány
1861 őszén a 16 éves gimnazista Szinyei Merse Pál Nagyváradra került. Már Jernyén is rajzolgatott, de most Mezeyben megtalálta első mesterét, aki segített kibontakoztatni tehetségét. Szinyei Merse tanulmányai során több Mezey-festményt, köztük néhány csendéletet is lemásolt.
1862 júniusában már Mezey mellett festett első olajképeit küldte haza. Az iskolaév befejeztével az édesapa, Szinyei Merse Félix jött el fiáért, hogy a szünidőre hazavigye. A Sáros megyei alispán ekkor személyesen is megismerkedett Mezeyvel, aki igen jó benyomást tett rá. Szeptember 24-én levélben kérte, hogy fiát az új tanévben is tanítsa.
1863 nyarán, az érettségi vizsga után, az ifjú tanítvány lemásolta Mezey Vezúv kitörése című képét, majd mesterével együtt utaztak haza a felvidéki Jernyére, ahol Mezey két hónapot vendégeskedett a kastélyban, és lefestette a család tagjait.
Valentiny János festőművész intrikái ellenére Szinyei Merse apja a fiát – Mezey buzdítására – 1864 tavaszán a Müncheni Festőakadémiára küldte.

## A fotográfus
Mezey az 1850-es évek eleje óta foglalkozott fényképezéssel. A Nemzeti Múzeum gyűjteményében található egy 1852–ben készült dagerrotípia, mely kislányával ábrázolja. Ebből az időből ismerjük néhány tussal színezett nedves eljárású papírképét.
1864-ben átépítette házát, és barátjával, Kőrössy József vándorfényképésszel közös műtermet nyitott. Mezey Bécsbe utazott Székely József fotográfushoz a szükséges eszközök beszerzéséért és szakmai tanácsokért. Lefényképeztette magát festőállvány előtt állva, kezében ecsettel és palettával.
Nagyváradon ekkor már több fényképészeti műterem is működött, melyek közül Mezeyé és Lojanek Jánosé volt a legnépszerűbb. Ők ketten közös alkalmi kiállításokat is rendeztek. Több mint 100 fényképét őrzik köz- és magángyűjteményekben. Ezek túlnyomó többsége vizitkártya-portré. Számos önarcképe maradt fenn. Képeinek egy részén feltűnik az általa festett műtermi háttér. Gyermekeiről humoros beállítású térhatású felvételeket készített.
Egy dupla-expozíciós képe, amelyen önmagának mutat grimaszt saját szellemképe, az első hazai montázsképek egyike. Felesége emlékére A halál allegóriája című kompozíciót készítette el. Fekete lepellel leborított festőállványa és egy koponya mellé helyezte elhunyt hitveséről és annak családtagjairól készített festményeit.

## Egyéb munkássága
1867. augusztus 12-én újjáalakul a Nagyváradi Dalárda egylet, melynek 1877-ig alelnöke, buzgó tagja és elismert tenoristája. Ez alatt a tíz év alatt számtalan rendezvényen és előadáson lépett fel. Egyleti tevékenységét összekötötte  képzőművészeti munkásságával. Készített a dalárda részére díszoklevelet, ő tervezte az egylet zászlóját és jelentősebb egyleti ünnepek alkalmával olajfestményeit, és nyomatokat ajándékozott a dalárdának kisorsolásra.
1872-től mint az Országos Daláregyesület központi választmányának tagja, és több ízben részt vett Pesten az Erkel Ferenc vezetésével tartott zenei tanácskozásokon. 1873 februárjában ellentétei merülnek fel a Nagyváradi Dalárdával, és megalakította a Nagyváradi Zenekedvelők Társaságát, amiről a Zenészeti Lapok is beszámolt. Az éneklésen kívül alkalmanként színészi szerepekre és szavalatokra is vállalkozott.
1870 őszén elnyerte a községi elemi iskolai rajztanári állást. A helyi sajtó évente beszámolt arról a kiállításról, amelyet növendékei rajzaiból rendezett. 1872. március 1-jén a városi törvényhatósági bizottsági tagjává választották. 1872 decemberében Nagyváradon egy nagyszabású múzeumi kiállítás képzőművészeti anyagának rendezését őrá bízzák.

## Utolsó évei
1872. szeptember 1-jén meghalt Jolán nevű leánya (mindössze 18 éves volt). 1873 márciusában elvált második feleségétől.
Mezey az 1860-as és az 1870-es években többször is elutazott Bécsbe, hogy az ottani múzeumokban képeket másoljon váradi műgyűjtőknek és közintézményeknek. 1874 szeptemberében meghívta Szamossy Elek festőművészt, Munkácsy Mihály első mesterét, aki fél évig az ő műtermében dolgozott. Így került sor arra, hogy Munkácsy ellátogasson Mezey műtermébe.
1874 decemberében bérbe adta fényképészeti műhelyét Décsey Ede fővárosi fotográfusnak. Décseynek néhány hónapra tervezett látogatásából végleges letelepedés lett, még a műtermet is megvásárolta.
Mezeynek egyre nehezebbé vált az anyagi helyzete, mivel fiainak taníttatása minden pénzét felemésztette, s a végén csődbe ment. Házát eladni kényszerült, a befolyt összeg épp csak az adósságok kifizetésére volt elég. Bérelt lakásba költözött, az Úri (ma Ciorogariu) utca 7. sz. alá.
Nehéz helyzetében szaporodó festői megbízatásai és az azokat követő elismerések nyújtottak számára vigaszt. Az 1867-től rendszeressé váló nagyváradi sajtó, köztük a Bihar, később a Nagyvárad, majd a Szabadság című lapok szinte havonta számoltak be egy-egy újabb alkotásáról, méltatva, elismerve munkásságát.
Az újságok beszámoltak arról, hogy megfesti a Városháza részére Deák Ferenc és Beöthy Ödön, valamint a Tűzoltó Egylet alapító parancsnoka, Mezey Mihály arcképét (aki a testvére volt); a Bihari Nemzeti Casino megrendelésére a királyi pár; a gimnáziumnak volt igazgatója, Szentpétery Thoma Károly portréit; a szalacsi templomba Szent László oltárképét, a váradolaszi Szentlélek kiáradása plébániatemplom részére pedig Szent József és Szent Ferenc(1876) oltárképeit.
Számos tehetős helybéli polgár (Krausz G. László, Des Escherolles-Kruspér Sándor, Bölöny Sándorné, Grósz Lajos orvosprofesszor, Román József ügyvéd neje, valamint a Lederer, Rothmann, Bárdossy és báró Radivojevich család tagjai) arcképét készítette el. Nagyváradnak az 1870-es években egyszerre két festőművésze is volt, Mezey Lajos és Szamossy Elek. A művészek képeiket üzletek kirakatában, könyvkereskedésekben, lapkiadóknál, fényképészeti műtermekben állították ki. Ezeknek a kis kamarakiállításoknak komoly visszhangja volt a helyi sajtóban.
A Nagyvárad a szépművészetek tanyája című vezércikk kiállt a két művész mellett, és ostorozta a fővárosi klikkszellemet.
Gyakran előfordult, hogy mindkét művész egyszerre kapott megrendelést hasonló témájú munkára, így Deákot, Beöthyt és a királyi párt Szamossy is megfestette, és a váradolaszi Szentlélek kiáradása plébániatemplom (másként Barátok temploma) részére ő is festett oltárképeket. Ezeket a műveket közösen állították ki. A művek megítélése tekintetében a városi közönség és a sajtó két pártra szakadt.
Mezey vérbeli atelier-művész volt, műterme állandóan nyitva állt az érdeklődők előtt, tanítványai is voltak. Egy alkalommal Nogáll János nagyváradi segédpüspöktől kapott jelentős javadalmazással járó megbízatást.
Mezey hosszabb tanulmányt írt a Nagyváradba a Magyarországi képzőművészet helyzetéről. Üdvözölte azt a pezsgést, ami a fővárosban elindult, és arra buzdította a vidéket, hogy hozzon anyagi áldozatot a felzárkózás érdekében.
1878-ban ő tervezte a váradi Szigligeti-emléktáblát.
Fia, Lajos apai segítséggel gyógyszertárat vásárolt Biharnagybajomban, és feleségül vette Esztelneki és Nagynyújtódi Jancsó Irmát.
Mezey egészségi állapota megrendült, 1879-ben gyomorrák támadta meg szervezetét. Betegségének súlyosbodását Lajos fiához írt leveleiből követhetjük nyomon. Utolsó napjait is munkával töltötte. Levizsgáztatta iskolai rajznövendékeit, néhány munkáját befejezte, hagyatékát elrendezte. 1880. július 29-én otthonában halt meg. Az azóta felszámolt Zöldkerti temetőben helyezték „örök nyugalomra”.

## Emlékezete
Halálakor a teljes magyarországi sajtó megemlékezett róla. Gyermekei, végrendeletének megfelelően, művészeti hagyatéka egy részét elárverezték, s a befolyt összegből alapítványt hoztak létre a szorgalmas, tehetséges, szegény gyermekek rajzszerekkel való ellátására. Halála után két évvel Szűcs József rajzművész elkészítette a portréját, amelyet a Nagyvárad c. lap szerkesztőségének kirakatában állítottak ki. Képei szerepeltek az 1881-es ungvári, az 1896-os budapesti millenniumi, az 1903-as nagyváradi, az 1912-es és 1937-es fővárosi biedermeier kiállításokon; a Kolozsvári Múzeum, a Fővárosi Képtár, a Szépművészeti Múzeum, valamint a Nemzeti Galéria budavári, műcsarnokbeli, móri, szécsényi, szegedi és székesfehérvári kiállításain.
Művei hazai és külföldi magángyűjteményekben, a Magyar Nemzeti Múzeumban, a Magyar Nemzeti Galériában, a Szépművészeti Múzeumban, a Budapesti Történeti Múzeumban, a Kiscelli Múzeumban, a Semmelweis Orvostörténeti Múzeumban, a debreceni Déri Múzeumban, a nagyváradi Városi Múzeumban, a kolozsvári Erdélyi Nemzeti Múzeumban, a nagyváradi Barátok templomában, a nagyváradi premontrei széktemplomban és az szalacsi római katolikus templomban találhatók. Levelezését a Magyar Nemzeti Galéria és a Magyar Tudományos Akadémia őrzi.
A 19. század végétől napjainkig, a biedermeier és a romantika korának, valamint Szinyei Merse Pál művészetének feldolgozása során szinte minden évben megjelent néhány méltató sor munkásságáról Lázár Béla, Lyka Károly, Meller Simon és más szerzők tollából, újságokban, folyóiratokban, életrajzokban és lexikonokban.
1940 szeptemberében, Észak-Erdély visszatértekor Nagyvárad katonai városparancsnoka ünnepélyesen visszahelyezte a Városháza dísztermébe Mezey nagyméretű vásznát: Szent László király lovasképét. 1948-ban a Szépművészeti Múzeum tulajdonába került Mezeynek Rosenthal Dávid festőművészről készített festménye. Bíró Béla 1955-ben közölt tanulmánya szerint a kép Rosenthal Párizsban festett önarcképe.
1996-ban monográfia jelent meg róla ükunokája Mezey András szerkesztésében, Szabó Júlia lektorálásában és Sinkó Katalin bevezető tanulmányával, ouvre-katalógussal, kiállításjegyzékkel, valamint forrás- és irodalomjegyzékkel.
1998-ban a Petőfi Irodalmi Múzeum Kovács Ida művészettörténész rendezésében megnyitotta Mezey Lajos festészeti és fotográfusi életműkiállítását.
2016-ban állandó fotó kiállítása nyílt a Nagyváradi Vármúzeumban.
Születésének 200., halálának 140. évfordulója alkalmából a nagyváradi székhelyű Euro Foto Art Nemzetközi Egyesület síremléket állíttatott „a város első fotográfusának” a Rulikovszki úti köztemető fősétányán, amit 2020. december 9-én lelepleztek le.
2020 októberében Nagyváradon megjelent magyar, román és angol nyelven életének és munkásságának méltatása, Mezey Lajos, Nagyvárad első fotográfusa címmel, és benne a születésének 200. évfordulójára rendezett symposion programja.
2023 áprilisában leplezték le emléktábláját az Euro Foto Art szervezésében egykori lakóházán (Közép u. 3., ma Pavel u. 5.).